# Музей кораллов

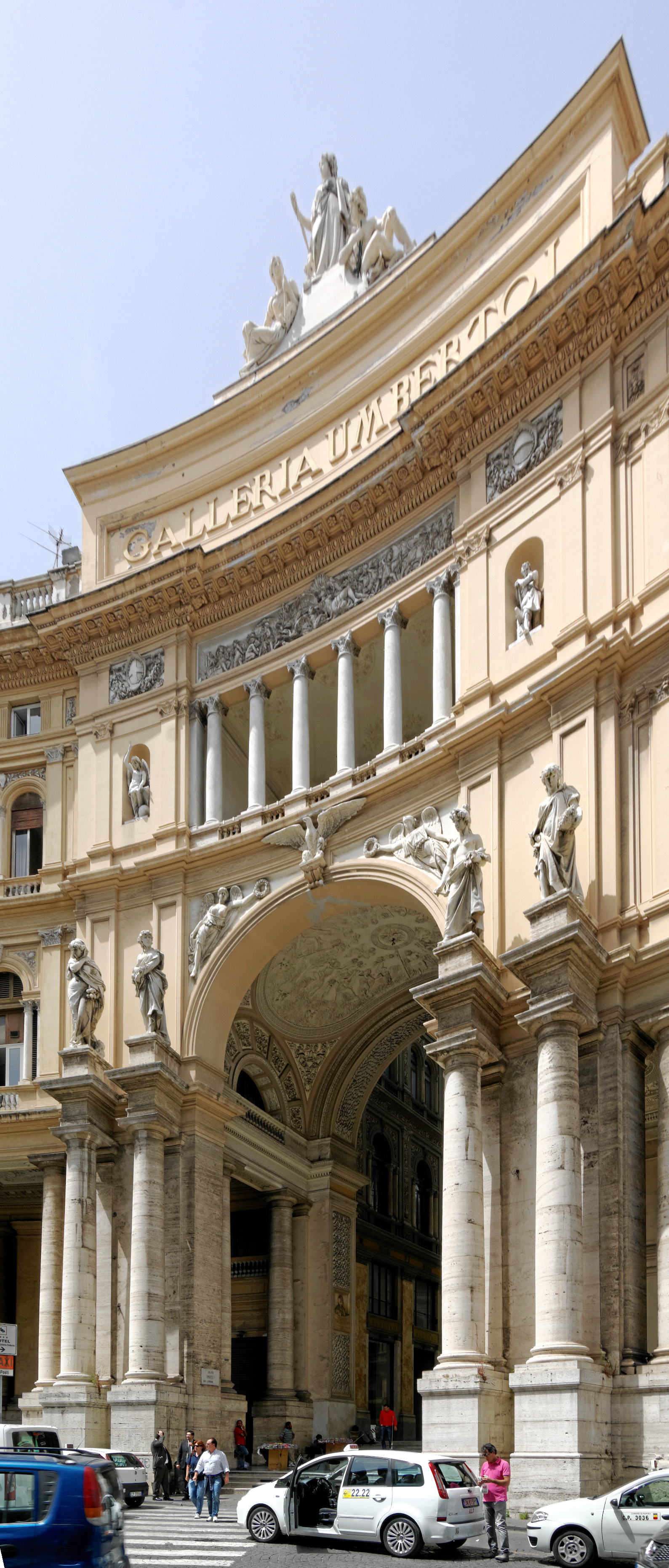

Музей кораллов (итал. Museo del corallo) — музей украшений, преимущественно из кораллов, и истории их производства в городе Неаполь.

## Мастер из городка Торре-дель-Греко
В городке Торре-дель-Греко неподалеку от Неаполя начали собирать и обрабатывать кораллы. В 1855 году житель Торре-дель-Греко Джованни Асчионе (1834-1908) и десять его сыновей основали мастерскую по сборам и обработки кораллов. Изделия начали пользоваться спросом и производство расширили, начали обрабатывать перламутр, ракушки тропических морей, полудрагоценные камни и тому подобное. Уже 1875 году мастерская Джованни Асчионе стала официальным поставщиком
изделий из кораллов для итальянской королевской семьи Савойской династии.

## Предыстория создания
В XX веке накопилось достаточно экспонатов для создания соответствующего музея. Известно, что в конце XIX века (1882 год) аристократ Гаэтано Филанджери, князь Сатриано поспособствовал вместе с единомышленниками основанию и открытию Музея художественной промышленности с целью улучшения культуры декоративно-прикладного искусства в Неаполе и его окрестностях, с целью упорядочения и увеличения производства керамики, мебели, украшений и тому подобное.
Долгая история ювелирного производства мастерской Асчионе приобрела все признаки фирмы и не прекратилась и в XX веке. В 2001 году был организован и открыт Музей коралловых изделий, но расположенный в Неаполе.

## Экспозиции и фонды музея

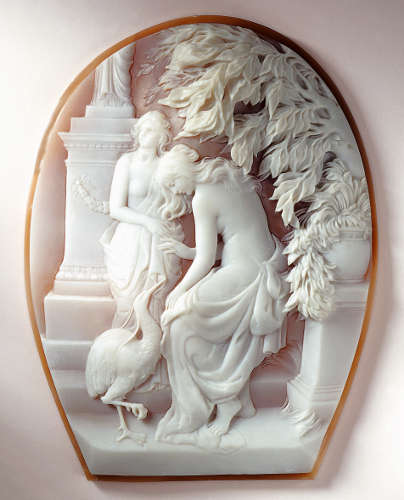
Камея «Бессмертная любовь», фирма Асчионе, 1925 год, раковина из Мадагаскара.

Музей коралловых изделий расположили в помещении Галерея Умберто I в историческом районе города Санта-Бриджида неподалеку от знаменитого неаполитанского театра Сан-Карло. Музею отдали скромные, без какого-либо декора помещения второго этажа в отличие от слишком пышных и пафосных галерей эпохи дикого капитализма в Неаполе.
В экспозиции более 300 изделий из кораллов разного окраса, изделий из перламутра и полудрагоценных камней. Экспозиции спокойные, деловые и лишены излишней пышности.
Экспозиции разделены на два раздела. Первый раздел демонстрирует историю обработки кораллов и перламутра, инструменты мастеров прошлого, описания тогдашних технологий.
Второй раздел отведен под готовые изделия в разных стилях и копии наиболее удачных изделий фирмы Асчіоне. В экспозиции изделия от середины XIX века до 1940-х годов.